# Bécs–Boroszló autópálya-korridor
A Bécs–Boroszló autópálya-korridor (németül: Wien–Breslau Reichsautobahn, csehül: Exteritoriální dálnice Vídeň–Vratislav) a Harmadik Birodalom autópálya-építési programjának egy félbemaradt projektje. Építését a második világháború idején kezdték, hogy összeköttetést teremtsenek az ország egymástól elszigetelt régiói között, a háború befejeződése után az újjáalakuló közép-európai országok már nem tartották fontosnak az út befejezését. A megkezdett útépítés maradványai főként Csehországban láthatóak.

## Története

### A Harmadik Birodalomban
A második világháborút megelőző években Németország nagy erőket mozgósított, hogy Európa legkorszerűbb gyorsforgalmi úthálózatát hozza létre. Az 1938-as Anschluss után Németország területei szinte körülölelték Csehországot. A Birodalom két legnagyobb városa (Bécs és Berlin) közötti legrövidebb út Csehországon át vezetett. A müncheni szerződés után már csak egy keskeny cseh kézen lévő sáv állta útját az útépítés elkezdésének. Németország a Szudétavidék megszállása után arra kényszerítette a formálisan még független Csehszlovákiát, hogy egyezzen bele egy területén át húzódó Bécs–Boroszló autópálya megépítésébe. Az út felépítéséről a két állam 1938. november 20-án szerződést írt alá. Az autópálya a szerződés szerint német felügyelet mellett épült és területe a német állam részét képezte volna. Az építkezés 1939. április 11-én hivatalosan is kezdetét vette. A Cseh–Morva Protektorátus legkeskenyebb részén átvágó út mentén mindenütt megindultak a munkálatok. A háború elhúzódása miatt a legtöbb helyen mindössze a földmunkák elvégzésére és a patakok hídjainak kialakítására került sor. Egyáltalán nem kezdődtek meg a munkálatok Sziléziában és Ausztriában. A mai cseh-lengyel határvidéken kisebb földmunkák és infrastrukturális elemek (vízátereszek, hidak) épültek meg. A háború elhúzódása miatt 1941. augusztus 1-jén a munkálatokat felfüggesztették. A Brünntől északra elterülő szakaszon a földmunkák mellett elkészült az autópálya több felüljárója és néhány helyen lefektették az útszerkezet alsó rétegeit is. A morva főváros déli határában láthatóak a leglátványosabb félbemaradt infrastrukturális elem, egy völgyhíd maradványai. Az autópálya csak Brünn nyugati külvárosában ért el magas készültségi szintet. Itt egy völgyzárógát építése miatt a munkálatokat felgyorsították, majd 1942-ben sor került az 5,8 kilométeres autópálya-szakasz üzembe helyezésére. A rövid útszakasz az A88-as számot kapta.

### A hidegháború idején

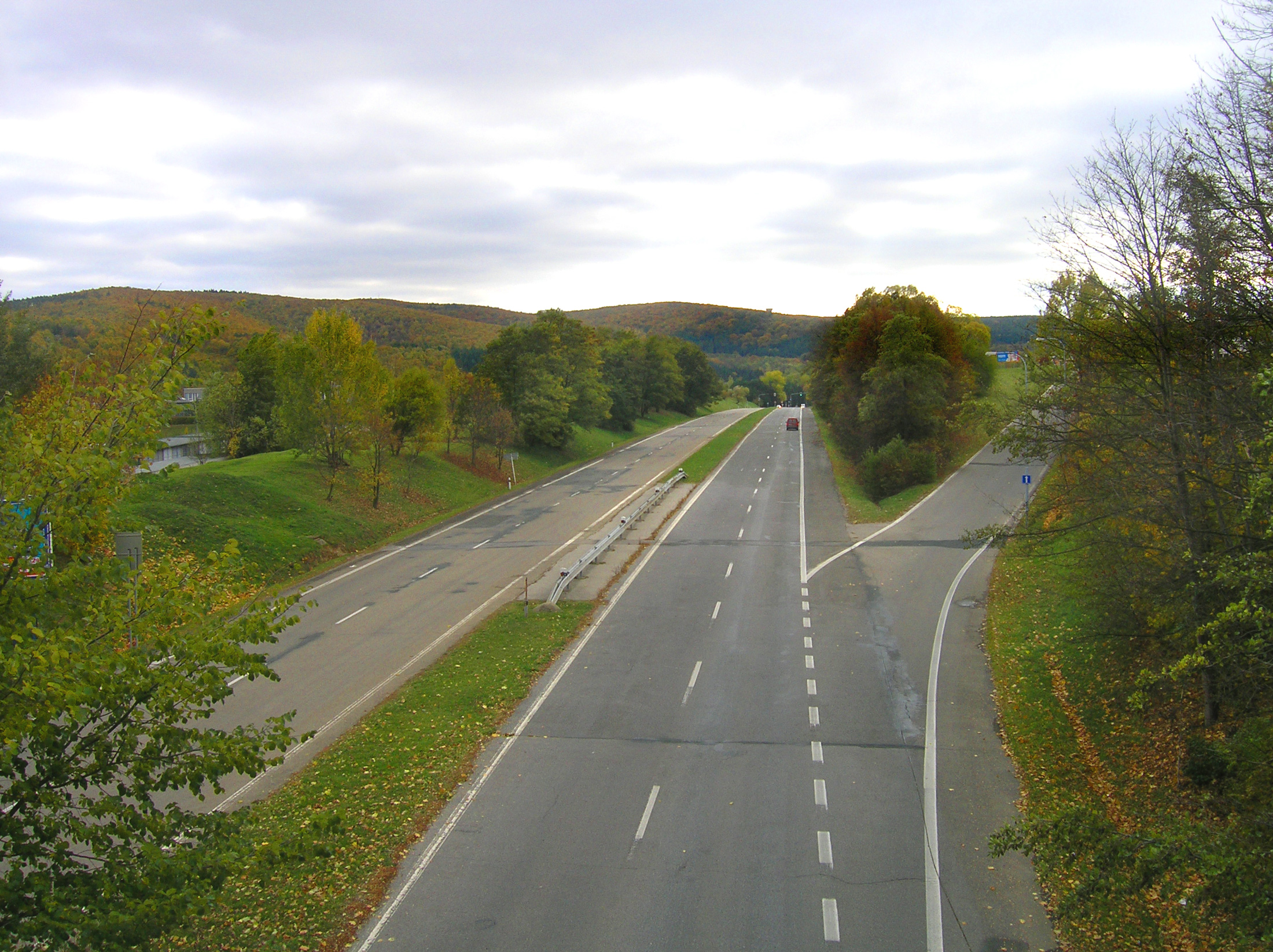
Ulica Stará Dálnice, Brno

A második világháborút követő új világrendben Bécs–Brno–Wrocław útvonal jelentőségét veszítette. A háború utáni Csehszlovákia számára jóval fontosabb volt a kelet-nyugati irányban hosszan elnyúló ország távoli vidékeinek összekapcsolása, mint az országot keresztben átszelő, nagyvárosokat össze nem kötő út megépítése. Hiába volt az út félkész állapotban, az útépítések csak az 1960-as években indultak újra, elsőként a cseh és a szlovák főváros közötti D2-es úton. Az egykori német autópálya Brno melletti egyetlen elkészült szakasza köré lakótelep épült, így az városi főútvonallá lényegült át. (Ezt a szakaszt ma Régi autópálya utca, Ulice Stará Dálnice néven ismerik a helyiek.) A várostól távolabb fekvő félkész részek sorsa másként alakult. Felszántották és szántóföldként hasznosították azokat a szakaszokat, ahol csak a földművek készültek el. Ahol már az útalapot is leterítették, ott nem volt lehetőség a szántóföldként történő hasznosításra, ezért hagyták, hogy a földsávot visszafoglalja a természet. Az út nyomvonalát erdő és bozótos borította be. Egyes szakaszokon a falvak között kialakított helyi jelentőségű utakat az autópálya nyomvonalán vezették.

### 1990 után
A hidegháború befejeződése után megnövekedett az interregionális, határokon átnyúló összeköttetések szerepe. A vasfüggöny leomlása után élénkülni kezdtek a cseh-osztrák kereskedelmi és közlekedési kapcsolatok. A Brno és Bécs közötti útszakasz jelentőség újból megnövekedett. 1996-ban az egykori korridorút nyomvonalát követve épült meg az R52-es út Brno-tól délre fekvő szakasza. Brnotól északra jelenleg is zajlik az R43-as gyorsforgalmi út építése, amely mintegy 70 kilométer hosszan halad a korábbi építkezés nyomvonalán. Szintén az autóút nyomvonalán tervezik az R52-es út meghosszabbítását Bécs felé. A cseh-lengyel határvidéken 75 éve félbemaradt építkezés befejezésére nem készültek tervek, ugyanígy nem szerepel Lengyelország útépítési tervei között a Wrocławtól délre fekvő szakasz megépítése.